# Édouard Nyankoye Lamah
Pour les articles homonymes, voir Lamah (homonymie).
Édouard Nyankoye Lamah, né le 12 janvier 1952 et mort le 18 mars 2025 à Conakry, est un homme politique guinéen, ministre des Affaires étrangères, puis ministre de la Santé et de l'Hygiène publique.

## Carrière
Édouard Nyankoye Lamah est ministre des Affaires étrangères avant d’être remplacé par François Louceiny Fall.
Il est nommé par le décret du 26 mai 2018 comme ministre de la Santé en remplacement du docteur Abdourahmane Diallo dans le gouvernement Kassory I en 2018, avant d’être remplacé par le médecin-colonel Remy Lamah en novembre 2019. 
Édouard Nyankoye Lamah décède le 18 mars 2025.